# Live in Ottawa
Live in Ottawa – wydany pośmiertnie album koncertowy Jimiego Hendriksa. Zawiera drugi występ w Capitol Theatre w Ottawie z 19 marca 1968. Jest to czwarta płyta wydana przez wytwórnię Dagger Records.

## Lista utworów
Autorem wszystkich utworów, chyba że zaznaczono inaczej jest Jimi Hendrix.
| Nr | Tytuł utworu                  | Długość |
| -- | ----------------------------- | ------- |
| 1. | „Killing Floor” (Burnett)     | 6:07    |
| 2. | „Tax Free” (Hansson/Karlsson) | 10:51   |
| 3. | „Fire”                        | 3:38    |
| 4. | „Red House”                   | 9:20    |
| 5. | „Foxy Lady”                   | 5:32    |
| 6. | „Hey Joe” (Roberts)           | 5:32    |
| 7. | „Spanish Castle Magic”        | 7:48    |
| 8. | „Purple Haze”                 | 6:51    |
| 9. | „Wild Thing” (Taylor)         | 2:29    |
|    |                               | 58:08   |

## Artyści nagrywający płytę
- Jimi Hendrix – gitara, śpiew
- Mitch Mitchell – perkusja
- Noel Redding – gitara basowa

## Źródła
- John McDermott, Live in Ottawa, wyd. CD, książeczka, Dagger Records, Experience Hendrix, 2001 (ang.). Brak numerów stron w książce